# Christo Christov (musicien)
Ne doit pas être confondu avec Christo Christov  (réalisateur) ou Christo Christov  (acteur).
Pour les articles homonymes, voir Christov.
Christo Christov est un musicien et enseignant  suisse, directeur d'école de musique et de jazz.

## Biographie
Né en Bulgarie, Christo Christov suit d'abord une formation d'ingénierie en mécanique avant de faire des études de trompette au Conservatoire de Sofia. Installé en Suisse, il fonde en 1983 l'école de Jazz et de musique actuelle (EJMA) du Valais.
L'EJMA-Valais, qui comptait au départ 25 élèves, déménage en 1987 à Sion, en 1990 à Sierre avant de s'installer en 2004 à Martigny, aux côtés de l'Ecole communale de musique et du Conservatoire cantonal de musique, section Martigny, dans la « Maison de la Musique », expressément dessinée et construite pour réunir les trois institutions musicales. 
À la suite de cette première expérience, Christo Christov fonde, en février 1984, l'EJMA de Lausanne, qu'il dirige jusqu'en 1999, date à laquelle il est déchu de ses fonctions administratives et artistiques pour mauvaise gestion : en 1996, l'obtention d'une subvention de la ville de Lausanne amène un contrôle des comptes qui laisse apparaître des difficultés de gestion. 
Christo Christov a par ailleurs enregistré en 1992 un CD avec le contrebassiste de jazz Léon Francioli, intitulé Ejma Esis Elep Europe. Il dirige actuellement le studio d'enregistrement "Valley Studio" à Lausanne.

## Sources
- « Christo Christov (musicien) », sur la base de données des personnalités vaudoises sur la plateforme « Patrinum » de la Bibliothèque cantonale et universitaire de Lausanne.
- 24 Heures, 2002/11/28, p. 34
- Rosset, Dominique, Santonetti, Thierry, "Apprenez-moi la musique!", L'Hebdo, 1994/10/20
- Christian Jacot-Descombes, "Nommé directeur de l'EJMA, Philippe Cornaz veut remettre l'élève au milieu de l'école", Le Temps, n° 439, 1999/07/21.